# Raw Tracks 2
Raw Tracks 2 è un EP dei Mötley Crüe pubblicato nel 1990.

## Tracce
1. "Teaser"
2. "All In The Name Of ... (Live)"
3. "Girls, Girls, Girls (Live)"
4. "Slice Of Your Pie"
5. "Without You"

## Formazione
- Vince Neil - voce
- Mick Mars - chitarra
- Nikki Sixx - basso
- Tommy Lee - batteria